# Моєш
Моєш (пол. Mojesz, нім. Mois) — село в Польщі, у гміні Львувек-Шльонський Львувецького повіту Нижньосілезького воєводства.
Населення — 285 осіб (2011).
У 1975-1998 роках село належало до Єленьоґурського воєводства.

## Демографія
Демографічна структура станом на 31 березня 2011 року:
|          | Загалом | Допрацездатний вік | Працездатний вік | Постпрацездатний вік |
| -------- | ------- | ------------------ | ---------------- | -------------------- |
| Чоловіки | 154     | 32                 | 118              | 4                    |
| Жінки    | 131     | 25                 | 90               | 16                   |
| Разом    | 285     | 57                 | 208              | 20                   |